# Townsend Bell
Townsend Bell (ur. 19 kwietnia 1975 roku w San Francisco) – amerykański kierowca wyścigowy.

## Kariera
Bell rozpoczął karierę w wyścigach samochodowych w 1999 roku od startów w Barber Dodge Pro Series, gdzie czterokrotnie stawał na podium, a raz na jego najwyższym stopniu. Z dorobkiem 104 punktów uplasował się na najniższym stopniu podium klasyfikacji generalnej. W latach 2000–2001 startował w Indy Lights gdzie najpierw został wicemistrzem a następnie mistrzem tej serii. W 2001 zaliczył pierwsze dwa starty w serii CART, by w 2002 rozpocząć pełny sezon startów. Na sezon 2003 przeniósł się do Europy i wystartował w Formule 3000 (zajął 9. miejsce na koniec sezonu). W tym czasie odbył też kilka testów w zespołach Formuły 1 (Jaguar Racing, British American Racing). W 2004 powrócił do Stanów Zjednoczonych i startował w niektórych wyścigach IndyCar Series, a od 2012 także w American Le Mans Series.
Od 2013 jest także jednym ze współkomentatorów wyścigów IndyCar.

## Starty w Indianapolis 500
| Rok  | Nadwozie | Silnik    | Start | Wynik | Uwagi                  |
| ---- | -------- | --------- | ----- | ----- | ---------------------- |
| 2006 | Dallara  | Honda     | 15    | 22    | Uszkodzone zawieszenie |
| 2008 | Dallara  | Honda     | 12    | 10    |                        |
| 2009 | Dallara  | Honda     | 24    | 4     |                        |
| 2010 | Dallara  | Honda     | 10    | 16    |                        |
| 2011 | Dallara  | Honda     | 4     | 26    | Wypadek                |
| 2012 | Dallara  | Honda     | 20    | 9     |                        |
| 2013 | Dallara  | Chevrolet | 22    | 27    |                        |